# Чен Шенхай
Чен Шенхай (кит.: 陈胜才, нар. 7 грудня 1945) — китайський футбольний арбітр. Міжнародний арбітр ФІФА з 1985 до 1992 року.

## Кар'єра
Він працював на таких великих змаганнях:
- Юнацький чемпіонат світу з футболу 1985 (1 матч);
- Молодіжний чемпіонат світу 1989 року (1 матч);
- Азійські ігри 1990 (3 матчі, в тому числі фінал);